# The Lost Soldier
Pour plus de détails, voir Fiche technique et Distribution.
The Lost Soldier (烽火芳菲) est un film dramatique chinois réalisé par Bille August et sorti en 2017.

## Synopsis
En 1941, l'attaque de Pearl Harbor, perpétrée par l'armée impériale japonaise, marque douloureusement la population américaine. Le président Franklin D. Roosevelt décide de riposter par le raid de Doolittle, le premier bombardement effectué sur l'empire du Japon.
Après avoir bombardé Tokyo, les pilotes d'avion tentent de renflouer sur les zones côtières de Zhejiang en raison du manque de carburant pour rentrer dans leur base. Après s'être parachuté, l'un d'entre eux, Jack Turner, est sauvé par une jeune veuve locale, Ying, qui le cache dans une grotte. Rapidement, bien qu'ils ne soient pas capables de communiquer verbalement, ils tombent amoureux et une histoire d'amour commence entre ce soldat blessé et cette mère de famille hantée par la mort de son mari. Mais l'Américain est traqué par les soldats japonais qui veulent l'éliminer.

## Fiche technique
- Titre original : The Chinese Widow
- Titre chinois : 烽火芳菲
- Titre français : The Lost Soldier
- Réalisation : Bille August
- Scénario : Greg Latter et Mabel Cheung
- Photographie : Filip Zumbrunn
- Montage : Gerd Tjur
- Musique : Annette Focks
- Production : Peng Sun
- Sociétés de production : Zhejiang Roc Pictures
- Société de distribution : Roc Pictures Co. Ltd.
- Pays :  Chine
- Langues originales : anglais, chinois
- Format : couleurs
- Genre : drame, guerre
- Durée : 97 minutes
- Dates de sortie : 
  -  Chine : 17 juin 2017 (Festival international du film de Shanghai)
  -  France : 28 novembre 2018 (DVD)

## Distribution
- Emile Hirsch (VFC : Michaël Cermeno) : Jack Turner
- Liu Yifei : Ying
- Fangcong Li : Nunu
  - Vivian Wu : Nunu âgée
- Hanlin Gong : le beau-père de Ying
- Tiankuo Gong : lieutenant Sun
- Tsukagoshi Hirotaka : Shimamoto
- Lambert Houston : Sam
- Zhu Jin : la belle-mère de Ying
- Gallen Lo : capitaine Hsu
- Vincent Riotta (en) (VFC : Christian Renault) : James H. Doolittle
- Lee Valmassy (VFC : Sébastien Liron) : Ben
- Filip Taseski : Mannie
- Yikuan Yan : Kai
- Shaoqun Yu : Jun
- ?? (VFC : Laurent Gérald) : Monroe

Version Française
- Société de doublage : Audioprojects (Catalogne)
- Direction Artistique : Fanny Gatibelza
- Adaptation : Jean-Paul Szybura

Source et légende : Version française (VF) sur carton du doublage français